# Stéréofilms Bruguière
Stéréofilms Bruguière è stata una ditta francese attiva dal 1946 al 1974 nel campo della stereoscopia, con la produzione di un sistema composto da visori stereoscopici e stereogrammi paralleli in diapositive montate inizialmente su telai di plastica, poi su schede di carta (in francese stéréocarte).

## Storia
La Stéréofilms Bruguière viene fondata da Georges Bruguière nel 1946. In questo periodo la ditta produce una serie di visori stereosopici, prima sotto il generico nome di Stéréoscope Bruguière, più tardi creando il marchio Stéréoclic. Inizialmente gli stereoscopi Bruguière sono destinati alla visione di schede, telaietti che supportano coppie di diapositive stereoscopiche a colori. A fine anni cinquanta la ditta è però costretta ad abbandonare questo formato in favore delle schede di cartoncino supportanti più coppie di diapositive (in francese stéréocarte), spinta dalla rivalità con le altre case produttrici di stereoscopi che offrivano schede o dischetti composti da più stereogrammi. Nel 1965 Georges Bruguière rileva la rivale Colorelief, anch'essa produttrice di stereoscopi a schede, ma nel 1974 la Bruguière viene a sua volta rilevata dalla Lestrade, una tra le maggiori ditte francesi attive nel campo della stereoscopia durante il XX secolo.

## Visori
Il primo visore stereoscopico prodotto dalla Stéréofilms Bruguière è lo Stéréoscope N° 1, un semplice visore costruito in cartoncino nero, dotato di lenti di vetro e una elementare messa a fuoco, facilmente ottenibile facendo scorrere la parte posteriore del visore fino a ottenere un'immagine nitida. Questo stereoscopio, destinato alla visione di telaietti di diapositive stereoscopiche parallele, offre una visione stereoscopica di 45x107 e permette la lettura dei soggetti ritratti durante la visione grazie a un'apertura ritagliata nel mezzo del supporto interno centrale.
Il successivo Stéréoscope N° 7 degli anni cinquanta, utilizza lo stesso sistema di funzionamento del precedente modello N° 1, ma viene prodotto in plastica stampata a iniezione, simile alla bachelite, con un design aggiornato e maggiormente curato. Le lenti, simili a quelle dei modelli successivi, permettono una visione più chiara e minosa.
Nella seconda metà degli anni cinquanta vengono prodotti degli stereoscopi di cartone, come i N° 8 e N° 9, ma con una migliore finitura rispetto al primo modello, di un materiale più rigito e ricoperto di una finta pelle di serpente di color rosso. Gli oculari, realizzati in plastica nera e avorio, supportano lenti di vetro di buona qualità. L'immagine, inoltre, ha un ingrandimento maggiore rispetto al modello N° 1 e una maggiore luminosità, ma il visore non permette la lettura del soggetto durante la visione.
Alla fine degli anni cinquanta, approssimativamente tra il 1958 e il 1963, viene commercializzato un nuovo tipo di stereoscopio Bruguière in plastica, di colore nero e avorio, denominato prima Stéréoscope Automatic N° 10 e presto ribattezzato semplicemente Stéréoclic, offerto anche nella versione De Luxe. Questo visore, che adotta ora un nuovo formato di stereogrammi a schede di cartoncino, le stéréocartes, è dotato di più funzioni: una rotella posta tra le due oculari permette la messa a fuoco delle immagini, mentre due leve poste ai lati opposti del visore, permettono l'avanzamento della scheda verticalmente sia dall'alto in basso che in senso inverso.
Il successivo Stéréoclic N° 11, anche conosciuto come Stéréoclic Junior, offre un design più moderno, unito alla medesima tecnologia del N° 10, ma è tuttavia privo della messa a fuoco. Di questo visore ne vengono commercializzate due versioni, differenti non solo per il colore, nero-avorio la prima, grigio-rosso la seconda, ma anche per un design maggiormente semplificato.
Lo Stéréoclic Super è una versione più moderna dello Stéréoclic N° 10, di colore grigio e bianco sul davanti e marrone sul retro, che offre un sistema di messa a fuoco migliorato rispetto al modello precedente. Di questo modello ne esiste una versione in color antracite priva del logo Stéréoclic, sostituito dal logo Renault. La stéréocarte allegata offre visioni delle fabbriche della Renault durante gli anni sessanta situate a Billancourt, Flins, Cléon e Sandouville, e le linee di assembraggio dei modelli di auto R4, R10 ed R16, tutti prodotti dopo il 1965. Questo visore veniva dato in premio durante delle sfide organizzate dalla Gendarmerie Nationale con lo scopo di impartire lezioni sulle regole del traffico.
Altri prodotti distribuiti nella linea della Stéréofilms Bruguière comprendono un sistema di retroilluminazione per lo Stéréoclic Super montato su cavalletto e il proiettore Lumiclic, che permette di proiettare le stéréocarte, ma non in visione stereoscopica. A fine anni sessanta la Bruguière ha inoltre commercializzato una linea appartenente alla famiglia Stéréoclic, ma per una visione non stereoscopica. La linea è composta da un piccolo visore dotato di messa a fuoco, chiamato Babyclic, e una serie di schede in plastica a scorrimento verticale, montanti 8 diapositive, chiamate Babycolor.

## Stereogrammi
I primi supporti destinati allo Stéréoscope Bruguière No. 1, commercializzati sul finire degli anni quaranta, sono dei telaietti in plastica trasparente sottili per singole coppie di diapositive stereoscopiche in bianco e nero. Il materiale utilizzato per il supporto è però di scarsa qualità e con il tempo tali telaietti sono destinati a deformarsi. Il catalogo offre vari soggetti comprendenti tra gli altri la Costa Azzurra, Lourdes e il Circo Buglione. Alcuni anni più tardi vengono offerte diapositive stereoscopiche a colori contenute in telaietti di plastica più rigida, raggruppati in scatole da sei. La qualità degli stereogrammi offerti dalla Bruguière è molto alta, venendo prodotti in pellicola da 35mm.
Il visore Stéréocolor permette di adottare, oltre classica coppia di diapositive stereoscopiche parallele montate su un telaiett di plastica rigida, anche una "striscia" di pellicola 35mm recante 4 immagini parallele in sequenza, sempre montate su un telaietto di plastica, ma di lunghezza maggiore, e raggruppate in scatole da 3 telaietti, per un totale di 12 immagini. Questo tipo di diapositiva necessita però di due supporti atti a bloccare l'ingresso della luce non necessaria, mentre una manopola rossa, situata nella parte bassa del vidore, consente lo spostamento orizzontale del telaietto, così da consentire la visione dell'intera sequenza di immagini.
Alla fine degli anni cinquanta, la Bruguière è costretta ad adattarsi al mercato, spinta dalla rilvalità con le concorrenti che, su imitazione del tardo Tru-Vue e in concorrenza con la statunitense View-Master, adottano tutte supporti più economici di cartoncino rigido, recanti 8 copie di diapositive stereoscopiche (1 in più rispetto ai dischetti View-Master) ma di dimensione più piccola rispetto al primo formato adottato dalla Bruguière. Queste schede, commercializzate con il nome di Stéréocarte, sono ora destinate al nuovo visore in plastica Stéréoscope Automatique N° 10, che più tardi verrà ribattezzato semplicemente Stéréoclic.